# Acropora striata
Acropora striata är en korallart som först beskrevs av Addison Emery Verrill 1866.  Acropora striata ingår i släktet Acropora och familjen Acroporidae. IUCN kategoriserar arten globalt som sårbar. Inga underarter finns listade i Catalogue of Life.